# Alfred-Faust-Straße
Die Alfred-Faust-Straße ist eine Straße in überwiegend Ost-West-Richtung in Bremen im Stadtteil Obervieland, Ortsteil Kattenturm. Sie führt von der Kurt-Georg-Kiesinger-Allee bis zur Dreyer Straße.
Sie gliedert sich in die Teilbereiche:
- Hans-Hackmack-Straße bis Gustav-Deckwitz-Straße (Ost-West)
- Gustav-Deckwitz-Straße bis Brünyweg (Nord-Süd) und
- Brünyweg bis Dreyer Straße (Ost-West).

Die Querstraßen wurden u. a. benannt als Wischmannstraße nach dem Tischlermeister Caspar Heinrich Conrad Wischmann (1800–1854), Brünyweg nach dem Makler Ferdinand Brüny, der 1848 um die Demokratisierung in Bremen bemüht war, Kuhweidedamm nach einer Flurbezeichnung, Hanseatenweg nach der Hanse, in der Bremen Mitglied war, Donnerstedter Weg nach einem Ortsteil von Thedinghausen; ansonsten siehe beim Link zu den Straßen.

## Geschichte

### Name
Die Alfred-Faust-Straße wurde benannt nach dem Redakteur, sozialdemokratischen Politiker Alfred Faust (1883–1961).
Faust war von 1932 bis zum März 1933 Abgeordneter im Reichstag.
Er wurde 1933/34 von den Nationalsozialisten gefangen gehalten. Von 1950 bis 1961 war er Pressesprecher des Senats der Freien Hansestadt Bremen.

### Entwicklung
Obervieland entstand 1598 durch die Teilung des Goh Vieland. Um die heutige Alfred-Faust-Straße gab es nur Ackerland und Wiesen und 1812 wohnten in Kattenturm nur ungefähr zehn bis fünfzehn Einwohner. Erst nach 1960 wurde das Gebiet erschlossen und Wohnbauten, Geschäftshäuser und 1968 das Klinikum Links der Weser (LdW) gebaut. Durch den Bau der Karl-Carstens-Brücke wurde 1970/71 das Obervieland und via Brenningstraße die Alfred-Faust-Straße mit dem rechten Weserufer verbunden. Im Ortsteil Kattenturm lebten 2016 rund 13.500 Einwohner.
Zuerst entstand um 1971 nur der nördliche Teil der Straße, das Gebiet des heute mittleren Teiles war noch unbebaut und landwirtschaftlich genutzt, erschlossen nur durch den von Arsten kommenden Twiedelftsweg. Am heutigen südlichen Ende entstand bereits vor 1952 der Kuhweidedamm, der die Dreyer Straße verlängerte.
1977 wurde der mittlere Teil neu erbaut, im Süden wurde der bewohnte Teil des damaligen Kuhweidedamms ausgebaut und in die Alfred-Faust-Straße einbezogen.

### Verkehr
Die Straßenbahn Bremen tangiert die Alfred-Faust-Straße seit 1973 mit der Linie 4 (vor 1998 Linie 1), die von Arsten bis Horn, seit 2002 nach Borgfeld und seit 2014 bis nach Lilienthal/Falkenberg führt.
Im Nahverkehr in Bremen verkehren auf der Alfred-Faust-Straße die Buslinien 51 (Huckelriede-Klinikum), 53 (Huckelriede-Brinkum-Nord Ochtum Park) und in der Nacht die N 9.

## Gebäude und Anlagen

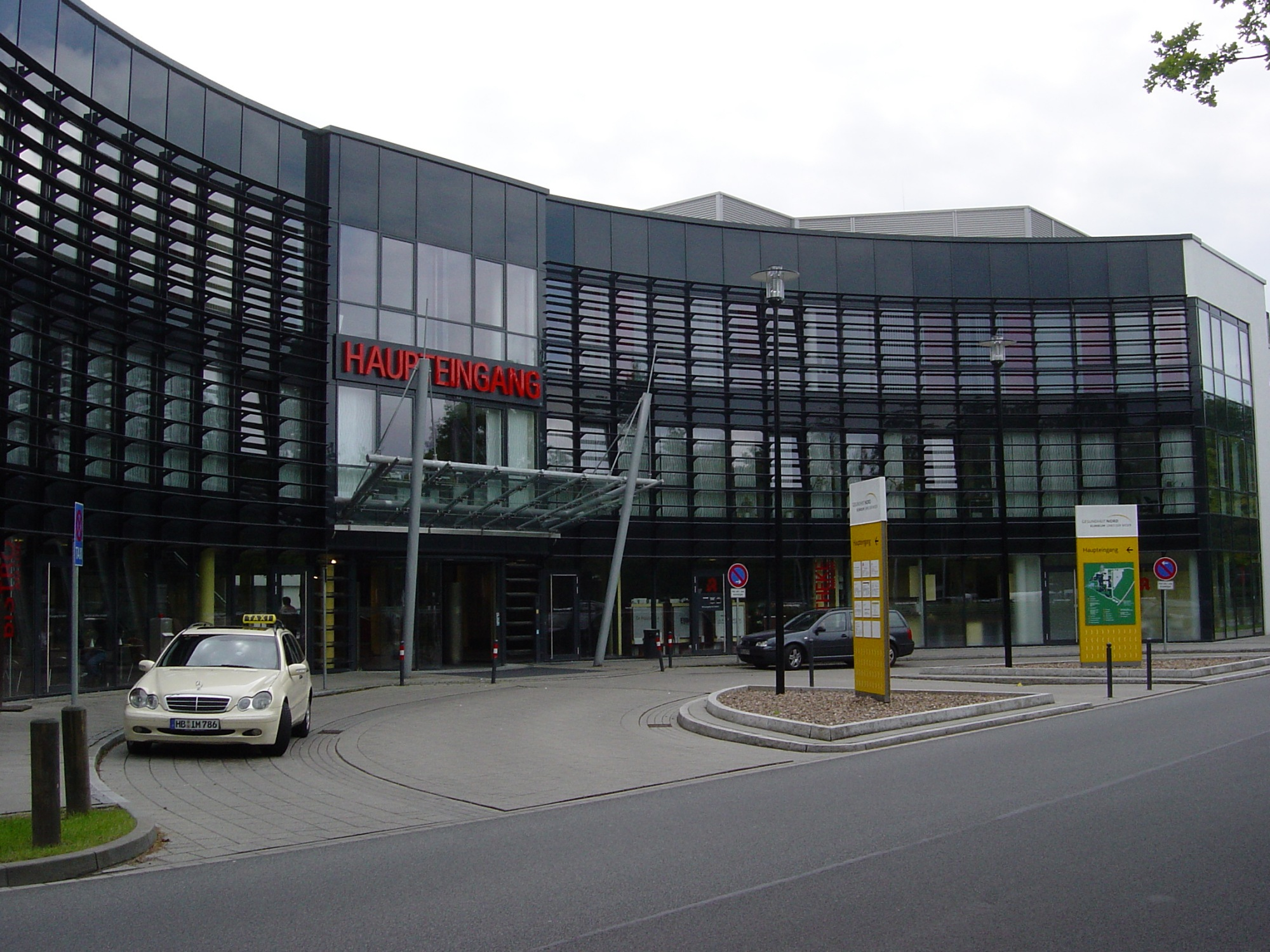
Das Klinikum Links der Weser steht in der Nähe

An der Straße befinden sich ein- bis sechsgeschossige Gebäude, die zumeist Wohnhäuser sind und im zentralen Bereichen Geschäftshäuser.
Erwähnenswerte Gebäude und Anlagen
- Nr. 1/3: 5-gesch. Wohn- und Geschäftsgebäude mit u. a. dem Haus O´land für behinderte Menschen und einer Apotheke.
- Nr. 4: 1- bis 3-gesch. Bürgerhaus Gemeinschaftszentrum Obervieland (BGO) von 1977[3] und Schuldnerhilfe Bremen.
- Nr. 6: 3-gesch. Gymnasium Links der Weser als Ganztagsschule
- Nr. 9: 2-gesch. Einkaufszentrum
- Nr. 11: 4-/5-gesch. Ärztehaus
- Nt. 15: 5-gesch. Bürohaus u. a. der Berufsgenossenschaft Handel und Warendistribution.
- Nr. 17/19: 3-gesch. Geschäfts- und Bürohaus; dahinter ein 2-gesch. Einkaufszentrum die Haltestelle Kattenturm-Mitte der Straßenbahnlinie 4 und ein 15-gesch. Wohnhochhaus.
- Nr. 21: 3-gesch. Geschäfts- und Bürohaus mit u. a. der Filiale der Sparkasse Bremen.
- Nr. 23: Servicewohnungen im Haus Obervieland.
- In der nahen Gorsemannstraße Nr. 26 befindet sich das Ortsamt Obervieland, daneben das Polizeirevier Kattenturm.
- Cato-Bontjes-van-Beek-Platz, benannt nach der deutschen Widerstandskämpferin gegen den Nationalsozialismus, die 1943 in Berlin-Plötzensee hingerichtet wurde. Der Platz wurde 2000 neu gestaltet.
- Kattenturmer Fleet
- Nr. 34: 3-gesch. Schule an der Alfred-Faust-Straße, eine Grundschule aus den 1970er Jahren mit einer Turnhalle.
- Nr. 45: 1-gesch. katholische St. Hildegard-Kirche und Gemeinderäume von 1983 nach Plänen der Arbeitsgemeinschaft Walter Flügger und Gerd Schleuter sowie eine Kindertagesstätte.
- Nr. 115: 1- bis 3-gesch. Pflegeheim Stadtteilhaus Kattenesch der Bremer Heimstiftung sowie Kinderkrippe Wühlmäuse und eine Gaststätte.

Denkmale, Gedenktafeln
- Nr. 4: Stadtgrundriß – Steingarten von Wolfgang Michael, Almut Blume-Gleim und Elisabeth Grevenbrock-Zimmermann (1983).
- Nr. 4: Steinzeit gegen Betonzeit von Li Portenlänger (1983).
- Nr. 34: Brueghel’scher Bauerntanz von Horst Müller und Wolfgang Michael (1978).
- Nr. ?: Obervielander Vergangenheit und Gegenwart von Bert Haffke und Zoppe Voskuhl (1983).
- Nr. ?: Skulpturenallee der Bildhauerwerkstatt der Justizvollzugsanstalt Oslebshausen (1987).